# Шрайн-Аудиториум
«Шрайн-Аудиториум» (англ. Shrine Auditorium) — концертный зал, одна из достопримечательностей Лос-Анджелеса, штат Калифорния. В нём также находится штаб-квартира подразделения парамасонского общества Shriners. В 1975 году здание было включено в список историко-культурных памятников Лос-Анджелеса (№ 139). 
Орден Шрайнеров (англ. Al Malaikah Shriners, Shriners International) построил оригинальное здание Shrine Auditorium в 1906 году, которое служило для организации общественным центром, базой и клубом. В 1920 году пожар сжег здание всего за 45 минут, в процессе тушения чуть не погибли шестеро пожарных. Орден начал восстанавливать его почти сразу. К основному зданию был пристроен выставочный зал в 218530 кв. м для проведения различных мероприятий, который вмещает более 5000 человек. Зал был спроектирован в неомавританском стиле архитектором Альбертом Лансбургом из Сан-Франциско с участием местных архитекторов Джона Остина и А. М. Эдельмана. На сцене могло находиться до 1 200 человек, зал был рассчитан на 6 442 зрителей. По словам инженеров, работавших над проектом, для поддержки балкона была построена стальная ферма рекордного размера. После капитального ремонта «Шрайн» вмещает примерно 6 300 человек. Размер сцены — 59 метров в ширину и 21 метр в глубину.
В январе 1926 года открылись новые Зал Шрайнера и Экспо Холл (англ. Expo Hall), которые быстро стали центром развлечений Лос-Анджелеса. На сцене зала выступали такие корифеи, как Фрэнк Синатра, Брюс Спрингстин, Джими Хендрикс и Джек Уайт. В фильме 1933 года «Кинг-Конг», кадры, в которых пленённый Кинг-Конг предстает перед публикой, были сняты на сцене «Шрайнер Аудиториума». В 1952 году в нём был снят фильм «Рождение звезды» с участием Джуди Гарлэнд. В зале «Шрайн-Аудиториум» проходил ряд крупных мероприятий, включая церемонии награждения кинопремии «Оскар», премии Гильдии киноактёров США, «Эмми», музыкальных премий «Грэмми», MTV Movie & TV Awards, American Music Awards и других. В настоящее время в зале проходят оркестровые концерты, балеты, кинофестивали и театральные представления. В 2013 году управление выставочным залом Shrine Auditorium & Expo перешло к компании Goldenvoice.
- Храм Аль-Малайка, 1905 г.
- «Шрайн-Аудиториум» в 1990 году, до реконструкции
- Вид на здание с Университетского парка
- Юго-западный фасад
- Южный купол
- Вход со стороны Ройал-Стрит
- Вход со стороны бульвара Джефферсона
- Деталь витража